# Monster Family
Monster Family (anche conosciuto come Happy Family) è un film d'animazione del 2017 diretto da Holger Tappe, nel 2021 è uscito il sequel Monster Family 2

## Trama
Emily Wishbone è una madre di famiglia che decide di partecipare ad una festa in maschera per ravvivare l'armonia familiare compromessa da continui litigi. 
Mentre cerca i costumi, però, entra in contatto con il Conte Dracula, che si invaghisce di lei.
Il terribile vampiro, dopo aver liberato la strega Baba Yaga, che teneva prigioniera da anni, la costringe a fare un incantesimo per conquistare la sua innamorata.
Durante una festa in maschera, così, l'intera famiglia Wishbone viene trasformata nei mostri rappresentati dai loro costumi. Per tornare come prima e sventare il piano malefico di Dracula i quattro dovranno unire le forze e riconnettersi come una vera famiglia per riuscire a venirne fuori.